# 维拉尔苏塞科
维拉尔苏塞科（法語：Villars-sous-Écot，法語發音：[vilaʁ su.z‿eko]，意为“埃科下方的维拉尔”）是法国杜省的一个市镇，属于蒙贝利亚尔区。

## 地理
维拉尔苏塞科（47°25'18"N, 6°41'57"E）面积11.48 平方千米，位于法国勃艮第-弗朗什-孔泰大區杜省，该省份为法国东部内陆省份，北起上索恩省，西接汝拉省，东部及东南部与瑞士接壤，东北部与贝尔福地区省接壤。
与维拉尔苏塞科接壤的市镇（或旧市镇、城区）包括：科隆比耶方丹、埃科、古莱当布兰、圣莫里斯-科隆比耶、埃图旺。
维拉尔苏塞科的时区为UTC+01:00、UTC+02:00（夏令时）。

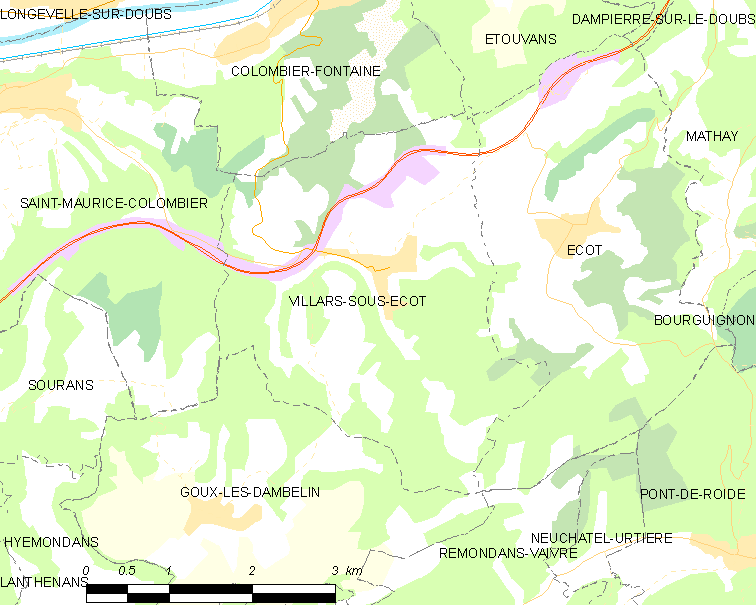
维拉尔苏塞科的OSM定位图

## 行政
维拉尔苏塞科的邮政编码为25150，INSEE市镇编码为25618。

## 政治
维拉尔苏塞科所属的省级选区为巴旺县。

## 人口

1962-2008年间维拉尔苏塞科人口变化图示

维拉尔苏塞科于2022年1月1日时的人口数量为338人。